# Лутецијум
Лутецијум (Lu, лат. lutetium) је хемијски елемент из групе лантаноида са атомским бројем 71. Име је добио од латинског назива за град Париз. Лутецијум је заступљен у земљиној кори у количини од 0,51 ppm. То је сребрнасто-светли метал, који је на сувом ваздуху отпоран на корозију, али не и у присуству влаге. Лутецијум се сматра првим елементом у 6. периоди прелазних метала или, у другим приликама, последњим елементом серије лантаноида. Традиционално се убраја у ретке земље.
Лутецијум су независно један од другог 1907. открили француски научник Жорж Ирбен, аустријски минералог барон Карл Ауер и амерички хемичар Чарлс Џејмс. Сви су пронашли лутецијум као нечистоћу у минералу итербији, за који се претходно мислило да се у потпуности састоји од елемента итербијума. Препирка око првог открића уследила је врло брзо, након што су се Ирбен и фон Велсбах међусобно оптуживали да су објављени резултати послужили овом другом за објаву открића. Част за давање имена елементу припала је Ирбену, јер је он своје резултате објавио пре. Одабрао је име lutecium за нови елемент, али је 1949. промењено на лутецијум. Године 1909. напокон је част открића приписана Ирбену, а његов предлог имена усвојен. Међутим, назив касиопеијум (cassiopeium, kasnije cassiopium) који је предложио вон Велсбах је кориштено међу многим немачким научницима све до 1950-их.
Он није изразито раширен елемент, мада је знатно заступљенији од сребра у Земљиној кори. Употребљава се у врло мало апликација. Изотоп лутецијум-176 је релативно доста раширен (2,5%) радиоактивни изотоп чије време полураспада износи 38 милијарди година, а користан је у проценама старости метеорита. Лутецијум се често јавља повезан с другим елементима попут итријума, а понекад се користи у легурама с металима те као катализатор у разним хемијским реакцијама. 177 се користи при радионуклидној терапији у нуклеарној медицини код лечења неуроендокриних тумора. Лутецијум има највишу тврдоћу по Бринелу од свих лантаноида од 890 до 1300 MPa.

## Историја
Назив лутецијум изведен је из латинског имена Lutetia (данашњи Париз). Елемент су открили 1907. године, независно један од другог, француски научник Жорж Ирбен, аустријски минералог барон Карл Ауер фон Велсбах и амерички хемичар Чарлс Џејмс. Они су пронашли одређену „нечистоћу” у минералу итербији, за коју је швајцарски хемичар Жан Шарл Галисар де Марињак сматрао да се у потпуности састоји од елемента итербијума. Научници су предложили различита имена за нови елемент: Ирбен је одабрао неоитербијум и лутецијум, док је Велсбах одабрао алдебаранијум и касиопеијум (према звезди Алдебарану и сазвежђу Касиопеје). Оба научника су се спорила тврдећи да је супарник објавио резултате на бази туђег рада.
Међународна комисија за атомске тежине, која је у то време имала надлежност за давање имена новим елементима, пресудила је 1909. у овом случају дајући приоритет Ирбену, те усвајајући његов предлог као званично име, правдајући се тиме што је Ирбен први дао тачан опис издвајања лутецијума из Марињаковог „итербијума”; те је након доделе Ирбеновог имена, назив неоитербијум је враћен у итербијум. Готово до 1950-их година неки хемичари са немачког говорног подручја користили су Велсбахов назив касиопеијум за овај метал, а 1949. званични међународни назив уместо лутетијум пребачен је у лутецијум. Разлог тој промени је било што је Велсбахов узорак из 1907. био потпуно чист, док је Ирбенов узорак садржавао лутецијум само у малим количинама. То је касније навело Ирбена да помисли да је открио елемент 72, а којем је дао назив келтијум, што је заправо био врло чисти лутецијум. Каснија дискредитација Ирбеновог рада на открићу елемента 72 довела је до поновног давања заслуга за откриће Велсбаху, те је елемент једно време носио име касиопеијум у немачком говорном подручју. Чарлс Џејмс који је првобитно био на маргинама препирки, радио је у много већем обиму па је у то време поседовао изузетно велику количину лутецијума. Потпуно чисти метални лутецијум добијен је тек 1953. године.

## Особине

### Физичке
Атом лутецијума има 71 електрон, који су аранжирани у електронску конфигурацију [. При ступању у хемијске реакције, он губи своја два електрона из спољне љуске и један 5d електрон. Атом лутецијума је најмањи по величини од свих атома лантаноида због њихове контракције, а резултат тога је да он има највећу густину, највишу тачку топљења и највећу тврдоћу међу лантаноидима.

### Хемијске
У свим једињењима, лутецијум се јавља у оксидационом стању +3. Водени раствори већине соли лутецијума су безбојни а након испаравања течности заостају беле кристалне чврсте материје. Једини изузетак међу њима је јодид лутецијума. Растворљиве соли, попут нитрата, сулфата и ацетата граде хидрате након кристализације. Оксид лутецијума, као и његов хидроксид, флуорид, карбонат, фосфат и оксалат су нерастворљиви у води.
Метални лутецијум је донекле нестабилан када се изложи деловању ваздуха при стандардним условима, али при температури од 150 ° врло лако сагорева градећи лутецијум-оксид. Добијено једињење је познато по томе што апсорбује воду и угљен диоксид, те се може користити за уклањање водене паре из таквих једињења у затвореним посудама. Слична опажања примећена су током реакција између лутецијума и воде (споре су у хладним, а врло брзе у топлим условима), у таквој реакцији настаје лутецијум-хидроксид. Такође је познато да лутецијум као метал реагује са четири најлакша халогена градећи трихалиде, а сви су растворљиви у води осим флуорида. Лутецијум се врло лако раствара у слабим киселинама и разблаженој сумпорној киселини градећи растворе који садрже безбојне јоне лутецијума, а који су координирани са седам до девет молекула воде, при чему је просек .

### Изотопи
На Земљи, лутецијум се јавља у облику два изотопа: лутецијум-175 и лутецијум-176. Међу њима једино је 175Lu стабилан, што значи да је овај елемент моноизотопни. Изотоп 176Lu се распада преко бета распада са временом полураспада од око 3,78×1010 година. Овај изотоп сачињава 2,5% природне изотопске смесе елемента. До данас, откривена су и описана 32 синтетичка радиоактивна изотопа, чије масе се крећу од 149,973 (лутецијум-150) до 183,961 (лутецијум-184). Међу њима најстабилнији је изотоп лутецијум-174 чије време полураспада износи 3,31 године, а следи лутецијум-173 са временом полураспада од 1,37 година. Сви остали радиоактивни изотопи имају времена полураспада краћа од девет дана, а већина од њих распада се за мање од пола сата. Изотопи лакши од стабилног 175 распадају се захватом електрона дајући изотопе итербијума, уз незнатну емисију алфа честица и позитрона, док се тежи изотопи претежно распадају бета распадом на изотопе хафнијума.
Овај елемент има и 42 позната нуклеарна изомера чије су масе 150, 151, 153 до 162 те 166 до 180 (свака маса нужно не одговара искључиво само једном изомеру. Најстабилнији нуклеарни изомер је лутецијум-177m, чије време полураспада износи 160,4 дана а следи лутецијум-174m са 142 дана. Ово је дуже од времена полураспада свих радиоактивних изотопа у основном стању, осим лутецијумa-173, 174 i 176.